# Eugenius van Württemberg (1846-1877)

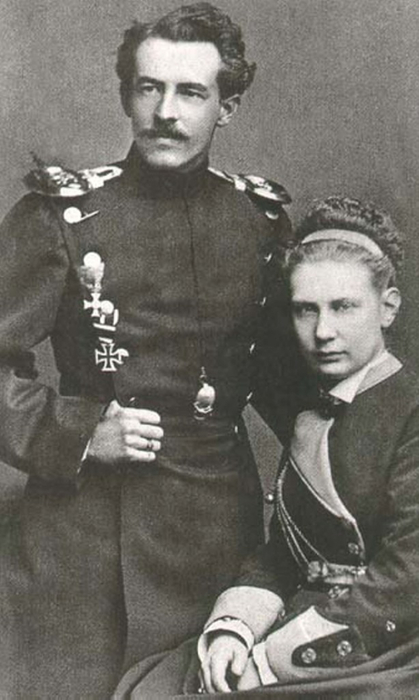
Hertog Eugenius van Württemberg met zijn vrouw

Willem Eugenius Augustus George van Württemberg (Bückeburg, 20 augustus 1846 - Düsseldorf, 27 januari 1877) was een hertog uit het huis Württemberg.
Hij was het tweede kind en de enige zoon van hertog Eugenius Willem van Württemberg en Mathilde van Schaumburg-Lippe, een achternicht van de Nederlandse koningin Emma. Hij groeide op in Carlsruhe (Silezië) en studeerde aan de Universiteit van Tübingen.
Hij trad in dienst van het Württembergse leger en streed aan Oostenrijkse zijde in de Pruisisch-Oostenrijkse oorlog. In de Frans-Duitse Oorlog streed hij aan Duitse zijde. 
Eugenius trad op 4 mei 1874 in het huwelijk met grootvorstin Vera Konstantinova van Rusland. Het paar kreeg drie kinderen, een zoontje dat vrijwel meteen overleed en een tweeling van meisjes:
- Karel Eugenius (*/†) 1875
- Elsa (1876-1936) (trouwde met Albrecht van Schaumburg-Lippe)
- Olga (1876-1932) (trouwde met Albrechts broer, Maximiliaan van Schaumburg-Lippe)